# (5318) Dientzenhofer
(5318) Dientzenhofer es un asteroide perteneciente al cinturón de asteroides, descubierto el 21 de abril de 1985 por Antonín Mrkos desde el Observatorio Kleť, České Budějovice, República Checa.

## Designación y nombre
Designado provisionalmente como 1985 HG1. Fue nombrado Dientzenhofer en honor a Kryštof Dientzenhofer y su hijo Kilián Ignác que fueron algunos de los principales arquitectos y constructores del estilo bohemio barroco. Sus iglesias y monasterios en Praga y en Checoslovaquia todavía forman parte del paisaje.

## Características orbitales
Dientzenhofer está situado a una distancia media del Sol de 2,289 ua, pudiendo alejarse hasta 2,594 ua y acercarse hasta 1,985 ua. Su excentricidad es 0,132 y la inclinación orbital 3,309 grados. Emplea 1265,64 días en completar una órbita alrededor del Sol.

## Características físicas
La magnitud absoluta de Dientzenhofer es 13,5. Tiene 6,267 km de diámetro y su albedo se estima en 5318. Está asignado al tipo espectral Sk según la clasificación SMASSII.